# 25a Divisió (Regne Unit)
La 25a divisió (anglès: 25th Division va ser una divisió d'infanteria de l'Exèrcit britànic, creat com a part del Tercer Exèrcit de Kitchener (K3) el setembre de 1914, poc després de l'inici de la Gran Guerra. Va combatre al Front occidental durant la major part de la guerra.

## Servei
Les unitats que componien la divisió es van reunir al voltant de Salisbury, desplaçant-se a Aldershot (Hampshire) el maig de 1915 per completar el seu entrenament. La divisió va ser formada pel Major General Francis Ventris i va marxar a França entre el 25 i el 30 de setembre de 1915, sota comandament del també Major General Beauchamp Doran.
Originalment, la divisió estava compresa per les brigades d'infanteria 74a, 75a i 76a, però la 76a va ser finalment apartada el 15 d'octubre i substituïda per la 7a Brigada.
El juny de 1916, el Major General Guy Bainbridge va prendre el comandament de la divisió, que va participar en la batalla del Somme, la batalla de Messines, la batalla de Passendale, durant l'Ofensiva de primavera alemanya de març i abril de 1918, i durant la tercera batalla de l'Aisne.
La 25a no va tenir sort durant les ofensives alemanyes de la primavera de 1918, patint els atacs enemics en tres ocasions (compartint aquesta manca de fortuna amb les divisions 19a, 21a i 50a). Estava situada a les defenses del flanc nord durant l'Operació Michael, el març de 1918, essent desplaçada cap al nord per recuperar-se. Allà encara va perdre més homes, en el marc de la batalla de Lys, fet que provocà el seu desplaçament cap al sud. No obstant, també van ser atacats, aquest cop en el que seria la tercera batalla de l'Aisne.
Després de perdre moltes forces el juny de 1918, se li va aplicar una reconstrucció i reorganització més important, principalment a partir d'unitats d'infanteria provinents de divisions que servien a Itàlia. La divisió reformada va tornar a França el setembre de 1918. Finalment, la divisió va realitzar un paper molt destacat en les darreres setmanes de la guerra, aconseguint capturar la vil·la de Beaurevoir els dies 5 i 6 d'octubre de 1918. La guerra va acabar un mes després amb la signatura de l'armistici de l'11 de novembre.
La divisió va ser desmobilitzada a finals de març de 1919, havent patit 48.300 baixes durant la guerra.

## Ordre de batalla
Les següents unitats van servir en la 24a Divisió:
74a Brigada
Des de la formació fins al final de l'ofensiva de primavera.
- 11è Batalló, Lancashire Fusiliers (Dissolta l'agost de 1918)
- 13è Batalló, Cheshire Regiment (Dissolta l'agost de 1918)
- 8è Batalló, East Lancashire Regiment (Retirada el novembre de 1918)
- 8è Batalló, Loyal North Lancashire Regiment (Retirada l'octubre de 1915)
- 9è Batalló, Loyal North Lancashire Regiment (Retirada el juny de 1918)
- 2n Batalló, Royal Irish Rifles (Afegida l'octubre de 1915, retirada el novembre de 1917)
- 3r Batalló, Worcestershire Regiment (Afegida el novembre de 1917, retirada el juny de 1918)
- 74a Companyia d'Ametralladores 	 (Afegida el març de 1916, transferida al 25è batalló MG el març de 1918)
- 74a Bateria de Morters de Trinxera 	 (Formada el juny de 1916)

Després de la reforma posterior a la ofensiva de primavera.
- 2/7è Batalló, Lancashire Fusiliers (Afegida el juny de 1918, dissolta el juliol de 1918)
- 21è Batalló, Middlesex Regiment (Afegida el juny de 1918)
- 9è Batalló, Yorkshire Regiment (Afegida el setembre de 1918)
- 11è Batalló, Sherwood Foresters (Afegida el setembre de 1918)
- 13è Batalló, Durham Light Infantry (Afegida el setembre de 1918)

(els darrers tres batallons es van afegir provinents de la 23a Divisió, desplegada a Itàlia)
- 74a Bateria de Morters de Trinxera

75a Brigada
- 10è Batalló, Cheshire Regiment (Retirada l'octubre de 1915)
- 11è Batalló, Cheshire Regiment (Retirada el juny de 1918)
- 8è Batalló, Border Regiment (Retirada el juny de 1918)
- 8è Batalló, Prince of Wales's Volunteers (South Lancashire Regiment) (Dissolta el febrer de 1918)
- 2n Batalló, Prince of Wales's Volunteers (South Lancashire Regiment) (Afegida l'octubre de 1915, retirada el juny de 1918)
- 75a Companyia d'Ametralladores (Afegida el 15 de març de 1916, transferida al 25è batalló MG el març de 1918)
- 75a Bateria de Morters de Trinxera (formada el juny de 1916)

Després de la reforma posterior a la ofensiva de primavera.
- 1/6è Batalló, Cheshire Regiment (afegit el maig de 1918, retirada el juliol de 1918)
- 17è Batalló, King's (Liverpool Regiment) (afegida el juny de 1918)
- 11è Batalló, Royal Sussex Regiment (afegida el juny de 1918)
- 6è Batalló, Alexandra, Princess of Wales's Own (Yorkshire Regiment) (afegida el juny de 1918)
- 13è Batalló, Alexandra, Princess of Wales's Own (Yorkshire Regiment) (afegida el juny de 1918)

(El 9 de setembre de 1918, la Brigada va ser renumerada com la 236a Brigada i va ser traslladada per servir al nord de Rússia. Aleshores va abandonar la 25a Divisió.)
Es va formar una nova 75a Brigada el setembre de 1918
- 1/5è Batalló, Gloucestershire Regiment[6]
- 1/8è Batalló, Royal Warwickshire Regiment
- 1/8è Batalló, Worcestershire Regiment

(aquests batallons provenien de la 48a Divisió (West Midlands), que aleshores estava de servei a Itàlia)
- 75a Bateria de Morters de Trinxera

76a Brigada
(va marxar per afegir-se a la 3a Divisió el 15 d'octubre de 1915)
- 8è Batalló, King's Own (Royal Lancaster Regiment)[8]
- 10è Batalló, Royal Welsh Fusiliers
- 6è Batalló, South Wales Borderers (retirada el febrer de 1915)
- 10è Batalló, Welsh Regiment (afegida i retirada el setembre de 1914)
- 7è Batalló, King's (Shropshire Light Infantry)
- 13è Batalló, King's (Liverpool Regiment) (afegida el febrer de 1915)

7a Brigada
(afegida provinent de la 3a divisió a canvi de la 76a Brigada el 18 d'octubre de 1915)
- 10è Batalló, Cheshire Regiment (retirada com a quadre el juliol de 1918)
- 3è Batalló, Worcestershire Regiment (retirada el novembre de 1917)
- 2n Batalló, Prince of Wales's Volunteers (South Lancashire Regiment) (retirada per afegir-se a la 75a Brigada una setmana després que la Brigada s'afegís a la Divisió)
- 8è Batalló, Loyal North Lancashire Regiment (dissolta el febrer de 1918)
- 1er Batalló, Duke of Edinburgh's (Wiltshire Regiment) (retirada el juny de 1918)
- 2n Batalló, Royal Irish Rifles (retirada per afegir-se a la 74a Brigada una setmana després que la brigada s'afegís a la Divisió)
- 4t Batalló, South Staffordshire Regiment (afegida l'octubre de 1917, retirada el juny de 1918)
- 7è Companyia d'Ametralladores (afegida el gener de 1916, traslladada al batalló 25 MG el març de 1918)
- 7è Bateria de Morter de Trinxera (formada el juliol de 1916)

Durant la reconstrucció posterior a l'ofensiva de primavera de 1918
- 13è Batalló, East Surrey Regiment (afegida el juny de 1918, dissolta el novembre de 1918)
- 9è Batalló, Devonshire Regiment (afegida el setembre de 1918)
- 20è Batalló, Manchester Regiment (afegida el setembre de 1918)
- 21er Batalló, Manchester Regiment (afegida el setembre de 1918)

(amb l'excepció del 13è East Surreys, que es va afegir a la 39a Divisió, aquests batallons provenien de les brigades de la 7a Divisió, situada a Itàlia)
- 7th Trench Mortar Battery

Pioneers
- 13è Batalló, Manchester Regiment (afegit el setembre de 1914, retirat l'octubre de 1914)
- 13è Batalló, King's (Liverpool Regiment) (afegit l'octubre de 1914, retirat el febrer de 1915)
- 8è Batalló, East Lancashire Regiment (afegit el novembre de 1914, retirat el març de 1915)
- 6è Batalló, South Wales Borderers (afegit com a batalló pioneer de la Divisió el febrer de 1915, retirat el juny de 1918)
- 8è Batalló, Leicestershire Regiment (afegit com a quadre el juny de 1918)
- 11è Batalló, Prince of Wales's Volunteers (South Lancashire Regiment) (afegit com a quadre el juny de 1918, convertit en batalló pioneer de la Divisió l'octubre de 1918)

Cos d'Ametralladores
- 195a Companyia d'Ametralladores (afegit el desembre de 1916, traslladat al 25 MG el març de 1918)
- 25è Batalló, Machine Gun Corps (creat el març de 1918, retirat el juliol de 1918, retornat l'octubre de 1918)
- 100è Batallons (Warwickshire i South Nottinghamshire Yeomanry), Machine Gun Corps (afegits l'octubre de 1918, retirats l'octubre de 1918)[10]

Artilleria de Divisió
L'Artilleria de Divisió es va quedar a França quan la resta de la Divisió va tornar a Anglaterra per recuperar-se, el juny de 1918. Va participar en la Segona Batalla de Bapaume, la Batalla d'Epehy i la Batalla de Saint-Quentin Canal; posteriorment, el 4 d'octubre va tornar a unir-se a la 25a Divisió.
- CX Brigada, RFA (entre el 26 de maig i el 4 de juny de 1918, adjunta a la 8a Divisió)
- CXI Brigada, RFA (destruïda el 27 de novembre de 1916)
- CXII Brigada, RFA (entre el 26 de maig i el 21 de juny de 1918, adjunta a la 21a Divisió)
- CXIII (Howitzer) Brigada, RFA (retirada el 14 de febrer de 1917)
- 25a Bateria Pesant, RGA (reclutada amb la Divisió però desplaçada independentment a França)
- W.25 Bateria de Morter de Trinxera Pesant RFA (afegida el juliol de 1916, destruïda el març de 1918)
- X.25 Bateria de Morter Mitjana (afegida l'abril de 1916)
- Y.25 Bateria de Morter Mitjana (afegida l'abril de 1916)
- Z.25 Bateria de Morter Mitjana (afegida l'abril de 1916, destruïda el març de 1918, redistribuïda entre les bateries X.25 i Y.25)

Royal Engineers
- 93a, 94a Companyies de Camp (retirades el febrer de 1915)
- 106a Companyia de Camp (afegida el gener de 1915)
- 105a Companyia de Camp (afegida el febrer de 1915)
- 130a Companyia de Camp (afegida el maig de 1915)

Royal Army Medical Corps
- 75a, 76a i 77a Ambulàncies de Camp
- 42a Secció Sanitària (retirada el 18 d'abril de 1917)

Tropes de Divisió
- Quarter General i Esquadró B, Lothians and Border Horse (afegida l'estiu de 1915, retirada el maig de 1916)
- 25a Columna de Municions de la Divisió
- 25a Companyia de Senyals de la Divisió
- 25a Trens de la Divisió
  - 198a–201a Companyies ASC
- 37a Secció Veterinària Mòbil AVC
- 225a Companyia de Treball de la Divisió (afegida el 21 de maig de 1917)